# Roscidotoga sapphiripes
Roscidotoga sapphiripes là một loài bướm đêm thuộc họ Nepticulidae. Nó được tìm thấy dọc theo đông bắc bờ biển của Queensland.
Ấu trùng ăn Elaeocarpus obovatus. Chúng ăn lá nơi chúng làm tổ.